# As 18 Paróquias de Angra
As 18 Paróquias de Angra é uma obra monográfica de autoria de Pedro de Merelim, de caráter histórico.
Constitui-se em um dos trabalhos mais conhecidos do autor, constituindo-se em um título incontornável para o estudo da história do concelho de Angra de Heroísmo, na ilha Terceira, na Região Autónoma dos Açores.

## A obra
A obra versa sobre a história das então 18 paróquias do concelho de Angra do Heroísmo, desde a sua origem, bem como de todas as instituições nele existentes à época.
A primeira edição veio à luz, publicada pela Câmara Municipal de Angra do Heroísmo em 1974. Há muito esgotada, foi reeditada em 2017 numa publicação do Instituto Histórico da Ilha Terceira com o apoio da Câmara Municipal de Angra do Heroísmo.